# Willem Wittouck
Willem Wittouck (Drogenbos, 30 oktober 1749 - Brussel, 12 juni 1829) was een advocaat, rechtsgeleerde en raadsheer bij de Souvereine Raad van Brabant.

## Zijn leven

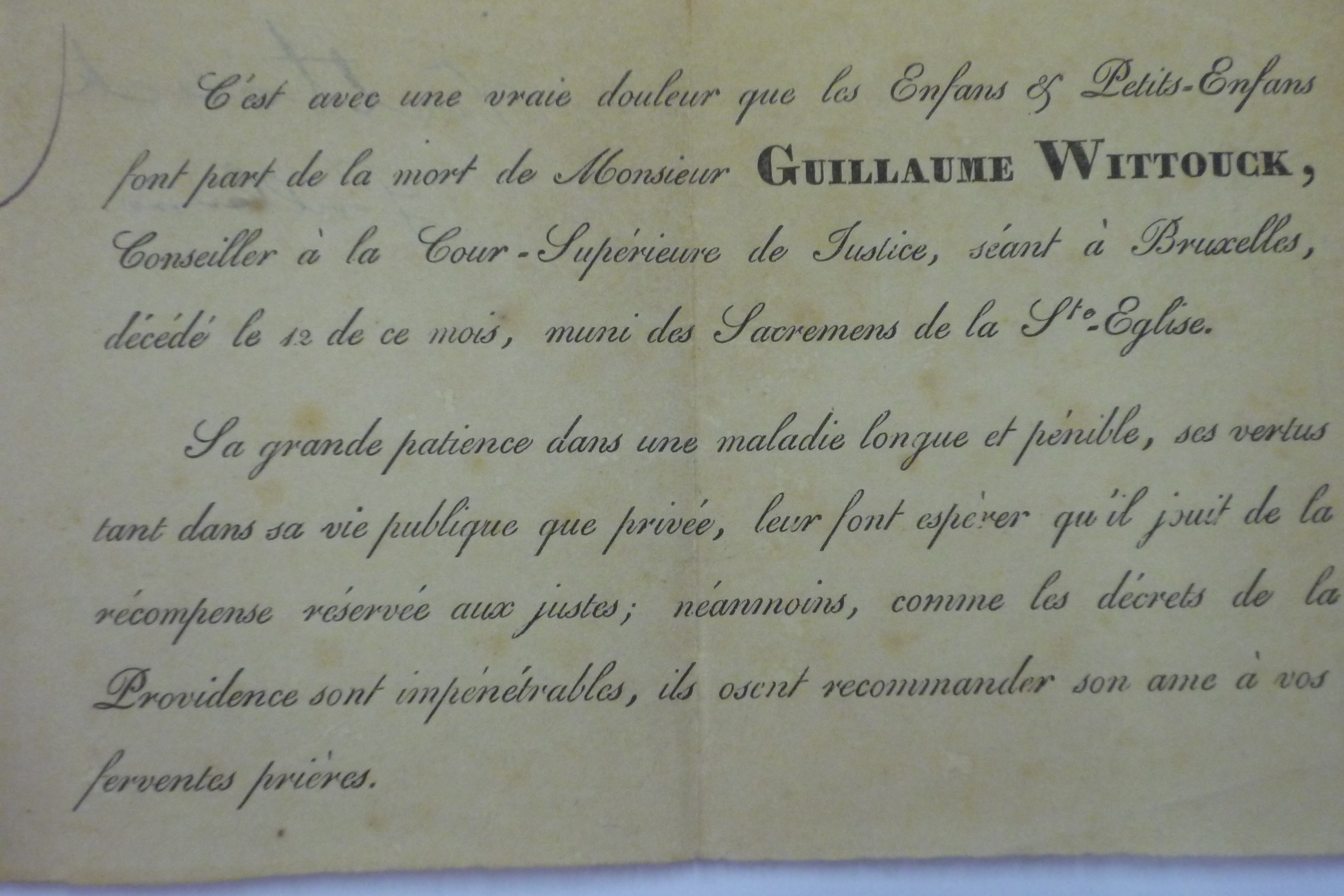
Rouwbrief van Willem Wittouck, in Brussel op 12 juni 1829 gestorven.

Na het voltooien van zijn humaniora in Edingen en Bergen, behaalde hij een diploma rechten aan de universiteit van Leuven in 1774 en begon een aanzienlijke carrière als hoge magistraat. In 1791 werd hij raadsheer bij de Souvereine raad van Brabant. Na het begin van zijn loopbaan onder Oostenrijks bestuur, vervolgde hij die onder de Republiek en het Franse Keizerrijk, en ten slotte in het koninkrijk der Nederlanden. Gedurende de Brabantse Omwenteling, was hij vonckist.
Als raadsheer bij de Souvereine Raad van Brabant had hij een persoonlijke adeltitel. Een van zijn afstammelingen werd in 1960 geadeld.
Zijn begrafenis vond plaats in Sint-Pieters-Leeuw, waar hij het kasteel van Klein-Bijgaarden gekocht had.
Wittouck trouwde in Brussel (Sint-Niklaas kerk) op 29 juni 1778 met Anna-Maria Cools, geboren in Gooik op 25 januari 1754. Zij stierf op 11 april 1824 en was de dochter van Jan Cools en Adriana Galmaert, een afstammeling van de Geslachten van Brussel.